# Zusho Hirosato
Zusho Hirosato (調所 広郷, 24 mars 1776-13 janvier 1849) est un samouraï de la fin de la période Edo du Japon, qui sert de karō pour le domaine de Satsuma. Il est également connu sous le nom de « Shōzaemon » (笑左衛門).

## Biographie
Zusho est né dans la ville autour du château de Kagoshima en 1776. Il est le fils de Motoaki Kawasaki, un samouraï de Satsuma. À l'âge de 12 ans, il fut adopté par Kiyonobu Zusho ; à 22 ans, il fut envoyé à Edo pour devenir l'assistant de thé du daimyo retiré de Satsuma, Shimazu Shigehide. Celui-ci reconnut les talents de Zusho et lui donna plus de responsabilités. Il fut plus tard employé par le daimyo en service de Satsuma, Shimazu Narioki, lui servant de messager et de magistrat. Il fut également impliqué dans du commerce illégal avec la Chine, via les îles Ryūkyū. En 1832, il fut élevé au statut de karō, et reçut officiellement ce rang six ans plus tard. Il participa ainsi à des réformes économiques, agricoles et militaires.
À cette époque, le budget du domaine de Satsuma était en déficit net de 5 millions de ryō. Afin de remédier à cette situation, il entama un programme de réformes administratives et agricoles, et se fit accorder un prêt sans intérêts par les commerçants de Satsuma, prêt devant être remboursé sur deux cent cinquante ans. Ainsi, ce prêt courait jusqu'en 2085, mais après la dissolution des domaines du Japon en 1872, le gouvernement de Meiji déclara la dette nulle. Zusho a également intensifié le commerce illégal avec la Chine de la dynastie Qing. Il plaça un monopole sur le commerce locale de sucre et augmenta la production et les ventes. En 1840, le budget du domaine connaissait un surplus de 2,5 millions de ryō.
Cependant, Zusho ne s'entendait pas avec le successeur de Narioki, son fils aîné, Shimazu Nariakira, le demi-frère d'Hisamitsu Shimazu. Ce dernier était préféré par Narioki et Zusho avait peur de l'intérêt de Nariakira pour ce qui venait de l'Occident, comme Shigehide, il pensait que cela pouvait ruiner le domaine, alors qu'il avait travaillé si dur pour rétablir le budget.
Nariakira, pour écarter ses ennemis politiques qu'étaient Narioki et Zusho, révéla discrètement le commerce illégal avec la Chine au rōjū Abe Masahiro. En 1848, pendant que Zusho était à Edo, il fut convoqué par Abe qui enquêtait sur ce commerce illicite. Peu de temps après, Zusho décéda soudainement dans l'une des résidences de Satsuma à Edo à l'âge de 73 ans. On pense qu'il s'est fait seppuku ou qu'il s'est empoisonné pour éviter à Narioki de futurs ennuis. Après sa mort, Nariaka retira à sa famille son statut, sa résidence et ses revenus. La tombe de Zusho se trouve au temple Fukushōji dans la ville actuelle de Kagoshima.

## Postérité
Durant la période du bakumatsu, le domaine de Satsuma était un fief à part car, contrairement aux autres domaines, il possédait des navires à vapeur et des canons. Cela tenait presque du miracle car une génération plus tôt, le domaine avait 5 millions de ryō de dettes pour un revenu annuel dépassant rarement 120 000 à 140 000 ryō. C'est grâce aux efforts de Zusho que le domaine a pu se renforcer ainsi militairement.
Aujourd'hui, une statue de Zusho se trouve au parc Tenpōzan à Kagoshima.

## Source de la traduction
- (en) Cet article est partiellement ou en totalité issu de l’article de Wikipédia en anglais intitulé « Zusho Hirosato » (voir la liste des auteurs).